# Statut von Bayona
Das Statut von Bayona (Estatuto de Bayona) von 1808 war die erste schriftlich niedergelegte spanische Verfassung. Häufig wird die Verfassung von Cádiz aus dem Jahr 1812 als die erste schriftliche Verfassung Spaniens bezeichnet, da sie auch in Spanien von Spaniern geschaffen wurde und auch die erste Verfassung war, die in Spanien in allen Teilen in Kraft gesetzt wurde. Das Statut von Bayona war eine oktroyierte Verfassung, durch die Napoleon Spanien ein autokratisches System aufzwingen wollte.

## Entstehung

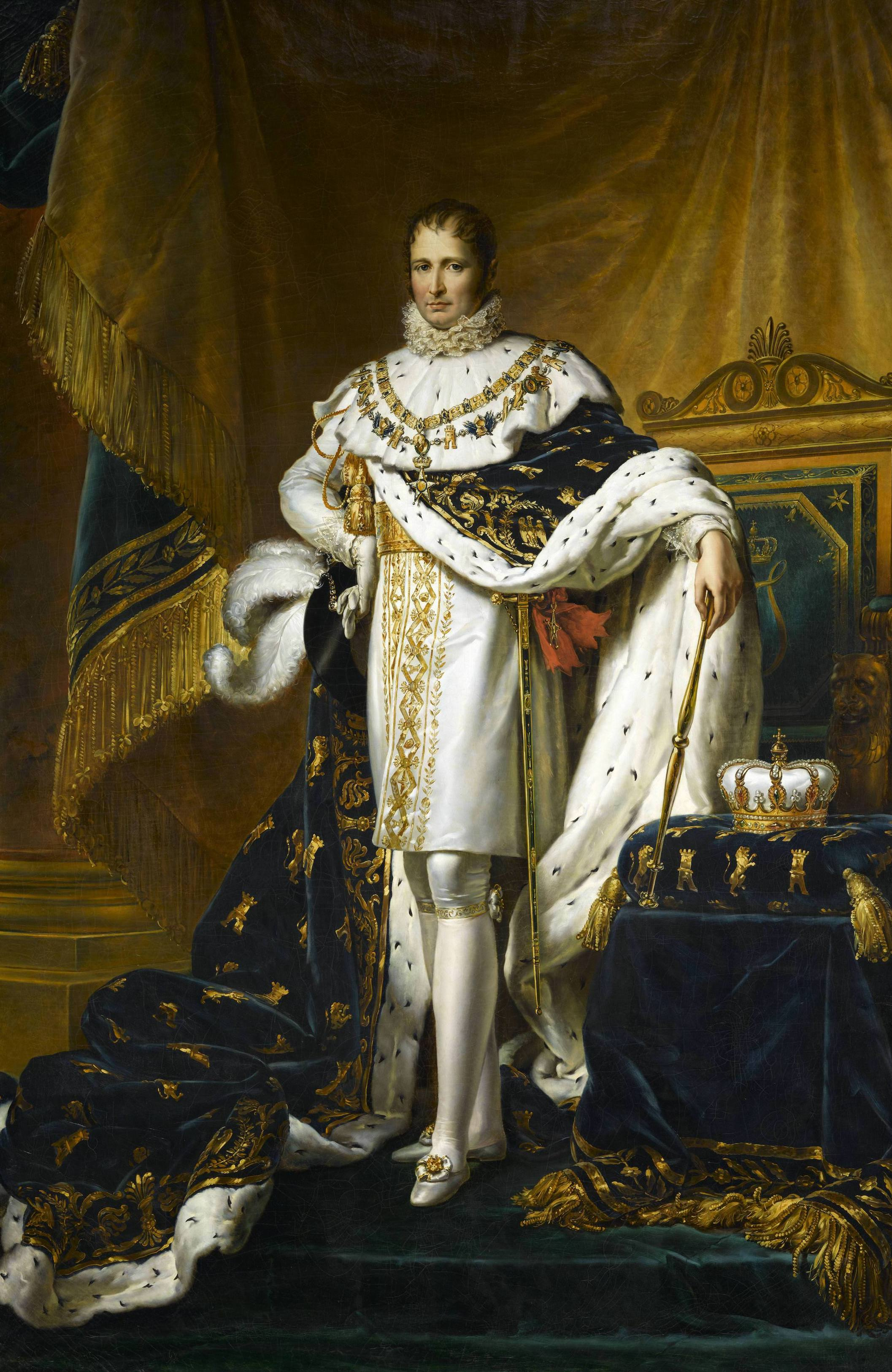
José Bonaparte

Der Vertrag von Fontainebleau (1807) gewährte der Französischen Armee den Durchmarsch durch Spanien nach Portugal. Napoleon nutzte die Gelegenheit, um mehr Truppen als im Vertrag vereinbart nach Spanien zu entsenden und große Teile des Landes zu besetzen. Nachdem sowohl  Karl IV. als auch  Ferdinand VII. bei einem Besuch in Bayonne (span. Bayona) in Frankreich auf Druck Napoleons auf die Spanische Krone verzichtet hatten, setzte Napoleon seinen Bruder als  Joseph I. als König von Spanien ein. Um dem Thronanspruch Josephs einen legalen Anschein zu geben, wurde am 19. Mai 1808 eine Diputación general einberufen, die sich am 15. Juni 1808 in Bayonne versammelte. In der Präambel wird diese Versammlung Junta Nacional (Nationalversammlung) genannt. Bei der Einberufung der Mitglieder der Versammlung orientierte man sich an dem Verfahren der Einberufung der Cortes. Die vorgesehenen Vertreter des Adelsstandes und die des Geistlichen Standes wurden direkt benannt. Die Vertreter des Volkes sollten von den Städten, die traditionell Vertreter zu den Cortes entsandten, von den Universitäten, den Handelskammern usw. gewählt werden. Von den vorgesehenen 150 Delegierten waren bei der Eröffnungssitzung nur 75, bei der Abschlusssitzung 91 anwesend.
Napoleon hatte durch Hugues-Bernard Maret, der bereits an der Formulierung einiger anderer Verfassungen, z. B. der der  Batavischen Republik beteiligt war, einen Entwurf anfertigen lassen, in dem einige spanische Eigenheiten berücksichtigt wurden. Die Versammlung tagte drei Wochen und nahm einige Änderungen vor, die den grundsätzlich autoritären Charakter der Verfassung allerdings nicht in Frage stellten. Nach der Zustimmung der Versammlung zu dem Statut von Bayona am 7. Juli 1808 wurde der Text in der Gaceta de Madrid, dem traditionellen Gesetz- und Verordnungsblatt Spaniens, veröffentlicht. Die Übergangsbestimmungen der Verfassung sahen eine schrittweise Inkraftsetzung vor. Aufgrund der politischen und militärischen Situation während des  Spanischen Unabhängigkeitskrieges konnten nur wenige weitere Schritte zur vollständigen Gültigkeit vollzogen werden. Mit dem Vertrag von Valençay im Dezember 1813 wurde die Spanische Krone wieder an König  Ferdinand VII. übertragen. Spätestens dadurch wurde die Gültigkeit der Verfassung komplett aufgehoben.

## Inhalt

### Deklaratorischer Teil
In der Präambel wird die Verfassung als ein Vertrag zwischen dem König und seinem Volk dargestellt. Das widerspricht allerdings der Tatsache, dass der Text dem Willen Napoleons und nicht dem des spanischen Volkes entsprach, dem diese Verfassung aufgezwungen wurde. In dem Text wird implizit davon ausgegangen, dass die Souveränität mit Zustimmung der Bevölkerung auf den König übergegangen ist. Die Rechte des Königs werden in der Verfassung nicht ausdrücklich genannt. Wenn einem Organ Rechte oder Aufgaben übertragen werden, kann man davon ausgehen, dass dadurch der König in der Wahrnehmung dieser Rechte oder Aufgaben eingeschränkt wird. Eine Trennung zwischen Legislative und Exekutive wird nicht angestrebt.
Die Rechte und Freiheiten der Bürger sind nicht in einem getrennten Absatz zusammengefasst, sondern in der ganzen Verfassung verteilt. Als bedeutendste Rechte gelten die Pressefreiheit, die Gewerbefreiheit, die Freiheit der Person und die Unverletzlichkeit der Wohnung. Die Abschaffung der Vorrechte des Adels bei den Abgaben und der Vergabe öffentlicher Ämter, die Angleichung der Rechte der überseeischen Gebiete sowie der Wegfall inländischer Zölle sollten die Wirtschaft des Landes fördern.
Auffallend im Vergleich zu anderen von Napoleon beeinflussten Verfassungen ist die Festlegung der Römisch-Katholischen Religion als Staatsreligion und das Verbot aller anderen Religionen.

### Organisatorischer Teil
Die Cortes sollten 172 Mitglieder haben und waren als Einkammerparlament angelegt, in dem der Geistliche Stand durch 25 Erzbischöfe und Bischöfe vertreten sein sollte. Der Adelstand sollte durch 25 Adelige vertreten sein, die sich  Grandes de Cortes nannten. Der dritte Stand, das Volk, sollte durch 62 Abgeordnete der Provinzen in Spanien und in Übersee vertreten werden. 30 weitere Abgeordnete sollten in den wichtigsten Städten Spaniens und der angrenzenden Inseln (Balearen und Kanarische Inseln) gewählt werden. Dazu sollten 15 Abgeordnete nach einer Vorschlagsliste der Handelskammern vom König berufen werden. Ebenso sollte der König die 15 Vertreter der Universitäten nach einer Vorschlagsliste der Universitäten und des Consejo Real berufen.
Die Cortes sollten wenigstens alle drei Jahre einberufen werden. Nur der König konnte die Cortes einberufen und sie auflösen. Die Sitzungen sollten nichtöffentlich stattfinden. Der Vorsitzende der Cortes sollte vom König aus einem Dreiervorschlag der Cortes bestimmt werden.
Der König sollte die Gesetze gegebenenfalls mit der Bemerkung versehen, dass er die Cortes angehört habe.
Bei dem im Statut von Bayona vorgesehenen Senat handelt es sich nicht um ein Organ der Gesetzgebung. Der Senat sollte aus den über 18 Jahre alten Infanten Spaniens und aus 24 Mitgliedern bestehen, die der König aus der Gruppe der Minister, der Generalkapitäne des Heeres und der Marine, den Botschaftern, den Mitgliedern des Staatsrates und dem Königlichen Rat auf Lebenszeit ernennen sollte. Aufgabe des Senates sollte es sein die Einhaltung der persönlichen Freiheiten und die Pressefreiheit zu überwachen. Der Senat sollte zuständig sein für Wahlanfechtungen und als Adresse für Petitionen der Bürger.
In der Verfassung sind neun gleichberechtigte Minister mit abgegrenzten Zuständigkeiten vorgesehen. Ein Staatssekretär im Ministerrang war für die Ausfertigung der Gesetze verantwortlich. Ein Kabinett als Kollegialorgan war nicht vorgesehen.
Der Staatsrat (Consejo de estado) setzte sich aus dem König als Vorsitzendem und wenigsten 30 und höchstens 60 Personen zusammen. Er wurde in sechs Abteilungen unterteilt: die Abteilung Justiz und kirchliche Angelegenheiten, die Abteilung Innenpolitik und allgemeine Politik, die Abteilung Steuern, die Abteilung Krieg, die Abteilung Marine und die Abteilung Indien (überseeische Gebiete). Jede Abteilung sollte aus einem Vorsitzenden und wenigstens vier weiteren Personen bestehen. Den Ministern sollte es frei stehen an den Sitzungen des Staatsrates teilzunehmen. Sie wurden bei den Mitgliederzahlen nicht berücksichtigt. Bei dem Staatsrat handelte es sich um ein Gremium das Gesetzesinitiativen vorbereiten sollte die dann mit oder ohne Behandlung in den Cortes vom König gebilligt und erlassen werden konnten.
Das Rechtswesen wird in einem besonderen Abschnitt geregelt. Die Gerichte waren unabhängig. Verschiedene Freiheiten wurden grundsätzlich gewährt. Das Recht sollte durch ein einheitliches Gesetzbuch vereinfacht werden. In den überseeischen Gebieten sollen die gleichen Rechte gelten wie in den europäischen Provinzen.
Das Statut von Bayona enthält keine Regelungen zur regionalen Aufteilung oder zur Kommunalverwaltung.
Der Staatsrat (Consejo de Estado) konnte die Verfassung als Notstandsmaßnahme außer Kraft setzen. Eine Verfassungsänderung sollte vor dem Jahr 1820 nicht möglich sein.